# Рыбчински, Витольд
Витольд Рыбчински (родился 1 марта 1943 года) — канадско-американский архитектор, польского происхождения, профессор и писатель. Почетный профессор Пенсильванского университета.

## Биография
Родился в Эдинбурге в семье экспатриантов из Польши. Вырос в Суррее. В молодом возрасте переехал в Канаду. Учился в средней школе Лойола в Монреале. Получил степени бакалавра архитектуры в 1966 году, магистра архитектуры в 1972 году в Университете Макгилла в Монреале.
Как архитектор написал около 300 книг и статей, посвящённых вопросам архитектуры, жилья и технологий, многие из которых предназначены для широкого круга читателей. Его работы были опубликованы в самых разных журналах, включая The Wilson Quarterly, The Atlantic Monthly и The New Yorker. С 2004 по 2010 год являлся архитектурным критиком Slate.
Почетный член Американского института архитекторов и почетный член Американского общества ландшафтных архитекторов. Имеет почетные докторские степени Университета Макгилла и Университета Западного Онтарио.